# Capela de Santo Antônio (Mariana)

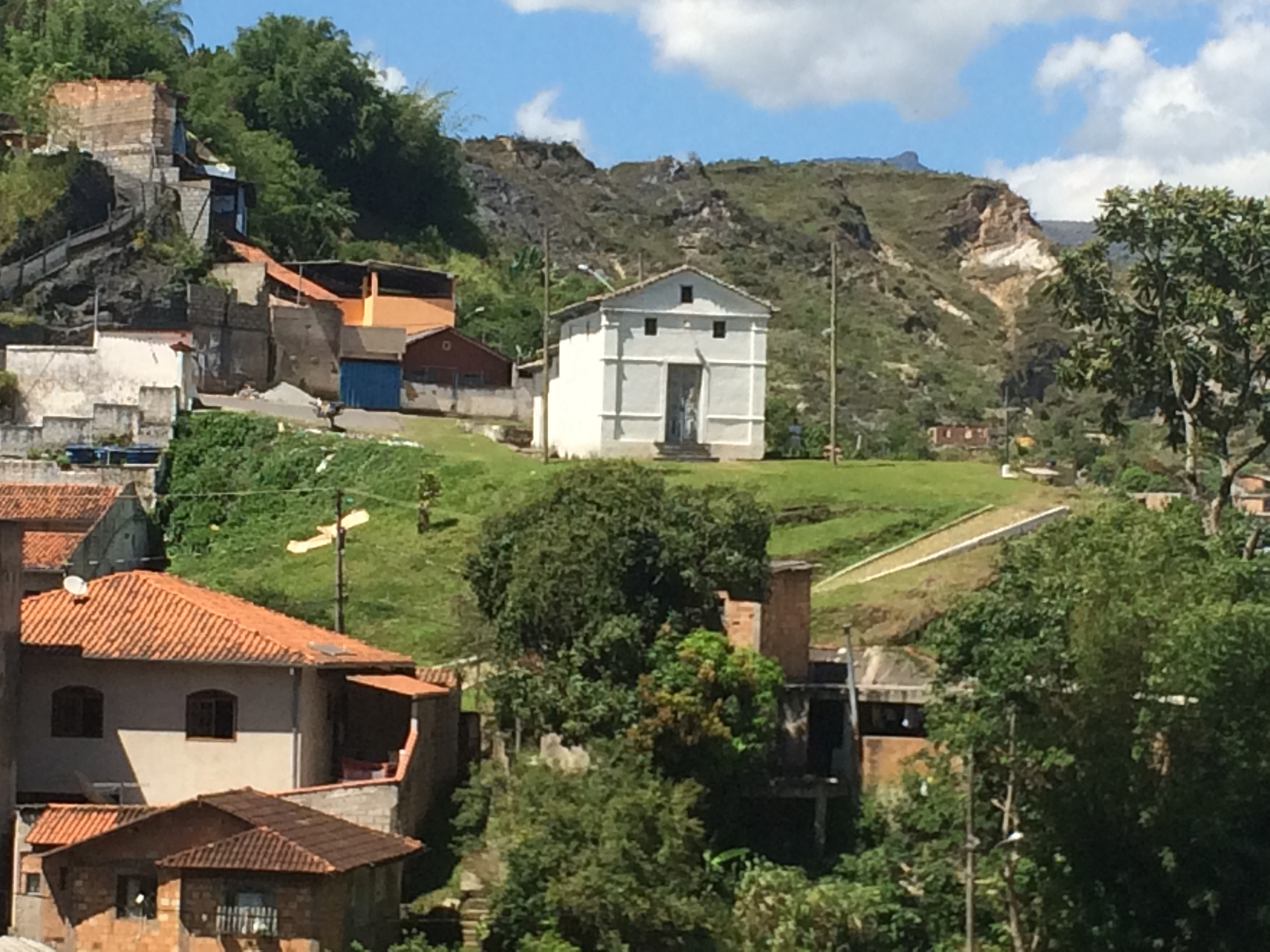
Capela de Santo Antônio

A Capela de Santo Antônio é, possivelmente, a capela mais antiga de Minas Gerais. Localizada em Mariana, às margens do Ribeirão do Carmo, no local onde está construida ocorreu a primeira missa de Minas Gerais, em 1696, como marco do manifesto do ouro em Mariana.

## História
A sua construção remonta do século XVII, às margens do Ribeirão do Carmo, no local foi celebrado a primeira missa de Minas Gerais, em 1696. Com construição iniciada em 1701 por Salvador Fernandes Furtado, ela foi inicialmente erigida em devoção à Nossa Senhora do Carmo, naquela época sob os dominios do Arcebispado da Bahia.
Em 1762, teve os retábulos, púlpitos, arco cruzeiro e porta principal vendidos à Ordem Terceira de São Francisco e, em 1768, foi cedida à Irmandade do Rosário, depois de ser erguida a nova matriz, dedicada à INossa Senhora da Conceição. A capela permaneceu como local de culto da irmandade do Rosário até 1760, quando se deu a construção da Igreja de Nossa Senhora do Rosário, com a união entre as irmandades do Rosário, São Benedito e Santa Efigênia. Por isso também é conhecida como Capela do Rosário Velho.
Por volta de 1841, foi entregue à Irmandade de Santo Antônio. Sua feição atual data do final do século XIX.
Atualmente passa por uma reforma, realizada pela Prefeitura Municipal de Mariana e pelo IPHAN, iniciada em 2023 e com conclusão marcada para janeiro de 2024.